# Georgia Dome
Georgia Dome là một sân vận động dạng vòm ở Đông Nam Hoa Kỳ. Nằm ở Atlanta giữa trung tâm thành phố ở phía đông và Thành phố Vine ở phía tây, sân được sở hữu và điều hành bởi bang Georgia như một phần của Cơ quan Trung tâm hội nghị thế giới Georgia. Sân kế nhiệm của nó, Sân vận động Mercedes-Benz, được xây dựng liền kề phía nam và khánh thành vào ngày 26 tháng 8 năm 2017. Georgia Dome bị phá bỏ vào ngày 20 tháng 11 năm 2017.
Georgia Dome là sân nhà của Atlanta Falcons của National Football League (NFL) và đội bóng bầu dục Panthers của Đại học Bang Georgia. Sân đã tổ chức hai giải Super Bowl (XXVIII và XXXIV), 25 lần giải Peach Bowl (tháng 1 năm 1993 đến tháng 12 năm 2016) và 23 trận đấu vô địch SEC (1994−2016). Ngoài ra, Georgia Dome cũng tổ chức một số trận đấu bóng đá kể từ năm 2009 với hơn 50.000 khán giả. Trong 25 năm hoạt động, Georgia Dome đã tổ chức hơn 1.400 sự kiện với hơn 37 triệu người tham dự. Georgia Dome là sân vận động duy nhất ở Hoa Kỳ tổ chức Thế vận hội, Super Bowl và Final Four.
Khi ra mắt lần đầu tiên vào năm 1992, Georgia Dome là sân vận động được che phủ hoàn toàn lớn thứ hai trên thế giới tính theo sức chứa, sau Pontiac Silverdome; sau này, sân bị Sân vận động AT&T ở Arlington, Texas, và Sân vận động Thiên niên kỷ ở Cardiff, Wales vượt qua.

## Sự kiện đã tổ chức

### Bóng đá
Georgia Dome đã tổ chức một số trận đấu bóng đá quốc tế. Vào ngày 24 tháng 6 năm 2009, Dome đã tổ chức trận đấu bóng đá đầu tiên giữa México và Venezuela. Trận đấu có 51.115 người hâm mộ theo dõi, với mặt cỏ trải trên mặt sân FieldTurf. Vào ngày 9 tháng 2 năm 2011, México và Bosna và Hercegovina đã chơi một trận đấu giao hữu với 50.507 người hâm mộ dự khán trận đấu. Vào ngày 20 tháng 7 năm 2013, Dome đã tổ chức hai trận tứ kết của Cúp Vàng CONCACAF 2013 — Panama với Cuba và México với Trinidad và Tobago — mỗi trận đấu có 54.229 người hâm mộ theo dõi trận đấu.
Sân vận động là một địa điểm ứng cử viên chính thức để tổ chức các trận đấu trong khuôn khổ cuộc đấu thầu của Hoa Kỳ cho Giải vô địch bóng đá thế giới 2022, nhưng Qatar đã được chọn để đăng cai giải đấu.
| Ngày                | Đội thắng | Kết quả | Đội thua             | Giải đấu                       | Khán giả |
| ------------------- | --------- | ------- | -------------------- | ------------------------------ | -------- |
| 24 tháng 6 năm 2009 | México    | 4–0     | Venezuela            | Giao hữu quốc tế               | 51.115   |
| 9 tháng 2 năm 2011  | México    | 2–0     | Bosna và Hercegovina | Giao hữu quốc tế               | 50.507   |
| 20 tháng 7 năm 2013 | Panama    | 6–1     | Cuba                 | Tứ kết Cúp Vàng CONCACAF 2013  | 54.229   |
| 20 tháng 7 năm 2013 | México    | 1–0     | Trinidad và Tobago   | Tứ kết Cúp Vàng CONCACAF 2013  | 54.229   |
| 13 tháng 2 năm 2014 | Hoa Kỳ    | 8–0     | Nga                  | Giao hữu quốc tế bóng đá nữ    | 16.133   |
| 5 tháng 3 năm 2014  | México    | 0–0     | Nigeria              | Giao hữu quốc tế               | 59.066   |
| 22 tháng 7 năm 2015 | Jamaica   | 2–1     | Hoa Kỳ               | Bán kết Cúp Vàng CONCACAF 2015 | 70.511   |
| 22 tháng 7 năm 2015 | México    | 2–1     | Panama               | Bán kết Cúp Vàng CONCACAF 2015 | 70.511   |
| 28 tháng 5 năm 2016 | México    | 1–0     | Paraguay             | Giao hữu quốc tế               | 63.049   |
| 18 tháng 9 năm 2016 | Hoa Kỳ    | 3–1     | Hà Lan               | Giao hữu quốc tế bóng đá nữ    | 15.652   |